# جشن دو هزار و ششصدمین سال امپراتوری ژاپن

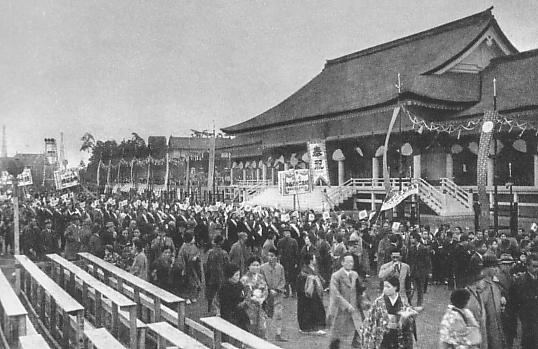
مراسم جشن در یازدهم نوامبر ۱۹۴۰

جشن دو هزار و ششصدمین سال به تخت نشستن جینمو (به ژاپنی: 紀元二千六百年記念行事 きげんにせんろっぴゃくねんきねんぎょうじ) در سال ۱۹۴۰ میلادی مراسم‌های وابسته به جشن دو هزار و ششصدمین سال امپراتوری ژاپنی بود.